# Patric Hemgesberg
Patric Hemgesberg (* 3. November 1973 in Brühl) ist ein deutscher Lyriker.

## Leben und Werk
Nach einer Ausbildung zum Verwaltungsfachangestellten und einem kurzen Studium der Sozialpädagogik arbeitet er seit 2001 als Heimerzieher in einem Wohnheim für Schwerbehinderte in Bonn. Neben der normalen Berufstätigkeit entwickelte er auch ein Talent in der schreibenden Zunft. Seit Anfang 2000 ist er als Lyriker mit verschiedenen Publikationen in zahlreichen Lyrik-Anthologien vertreten, unter anderem im Heyne Verlag in der Anthologie Weißt Du noch das Zauberwort, herausgegeben von Kristiane Allert-Wybranietz, 2002 in der Junge Lyrik-Reihe im Martin Werhand Verlag oder in der von Axel Kutsch herausgegebenen Lyrik-Anthologie Zeit. Wort: Deutschsprachige Lyrik der Gegenwart.
Weitere Publikationen finden sich insbesondere in den Zeitschriften Die Brücke – Forum für antirassistische Politik und Kultur, Federwelt sowie in verschiedenen Lyrik-Anthologien des Kölner Ferber Verlages. 2003 erschien der Lyrikband Tor zur Hölle: bitte leise schließen; Gedichte um einen verrückten Planeten.
Patric Hemgesberg hat mit seinen Gedichten zahlreiche Lesungen in Nordrhein-Westfalen, im Bonn-Kölner Raum veranstaltet, 2003 anlässlich des Welttages des Buches war er neben sechs anderen Lyrikern, darunter Thomas Bruns, Florian Cieslik und Martin Werhand, am 23. April auch bei einer Autoren-Lesung der Thalia Holding zur Junge Lyrik-Reihe in Münster geladen.
Patric Hemgesberg lebt mit seiner Familie in Bornheim bei Bonn.

## Werke

### Bücher
- Tor zur Hölle: bitte leise schließen; Gedichte um einen verrückten Planeten. Lyrik, Ferber Verlag, Köln 2003, ISBN 978-3-931918-40-8.

### Publikationen
- Weißt Du noch das Zauberwort. Anthologie, Heyne Verlag, München 2000, ISBN 3-4531731-8-X.
- Junge Lyrik III – 50 Dichterinnen und Dichter. Anthologie, Martin Werhand Verlag, Melsbach 2002, ISBN 3-9806390-3-7. Auch zweite, überarbeitete Auflage.
- Rot trifft Blau. Anthologie, Ferber-Verlag, Köln 2002, ISBN 3-931918-07-6.
- Ein leises Du. Anthologie, Geest-Verlag, Vechta, 2003, ISBN 3-4531731-8-X.
- Schreiben. Ich schreibe, weil... Anthologie, Ferber-Verlag, Köln, 2003, ISBN 3-931918-08-4.
- Zeit. Wort: Deutschsprachige Lyrik der Gegenwart. Anthologie, Landpresse, Weilerswist, 2003, ISBN 3-935221-21-5.
- 11. September 2001 – eine literarische Retrospektive. Anthologie, Verlagshaus Monsenstein und Vannerdat, 2003, ISBN 3-937312-07-2.
- Einmal ist keinmal – CalVino Rosso. Anthologie, Ferber-Verlag, Köln, 2004, ISBN 3-931918-12-2.